# Lights Out (album av Nine)
Lights Out är Nines tredje studioalbum, utgivet på CD och LP av Burning Heart Records 2001.

## Låtlista[1]
1. "I"
2. "Time Has Come"
3. "Anaemic"
4. "No Heroes"
5. "Killing Time"
6. "Co-exist"
7. "...And the Wolves Want More"
8. "Carnage"
9. "The Evil Eye"
10. "A New Sedative"